# Dendy
Dendy (en russe : Денди) est un clone de la Famicom (également appelé Famiclone) non licencié, très populaire en Russie et dans les autres nations de l'Union soviétique. Il est sorti dans de nombreux modèles, et sous de nombreux noms, incluant le Dendy Junior, le Dendy Junior II, le Dendy Junior IVP et le Dendy Classic, ayant chacun de légères différences.